# Floresta Nacional Grebo
A Floresta Nacional Grebo é uma área protegida localizada no condado de Grand Gedeh, na Libéria.